# Gerhardtita
La gerhardtita és un mineral de la classe dels carbonats. Va rebre aquest nom l'any 1885 per Horace L. Wells i Samuel Lewis Penfield en honor del químic francès Charles Frédéric Gerhardt (1816-1856), qui va preparar primer el compost artificial, entre altres assoliments.

## Característiques
La gerhardtita és un nitrat de fórmula química Cu₂(NO₃)(OH)₃. Cristal·litza en el sistema ortoròmbic. Es troba en forma de cristalls tabulars gruixuts en {001}, normalment fortament estriats amb contorn romboidal, d'1,5 centímetres; també es troba mamil·lar, granular o massiva. És dimorfa de la rouaïta, amb la que és fàcil de confondre, ja que totes dues tenen patrons de difracció de raigs X molt similars. La seva duresa a l'escala de Mohs és 2. Segons la classificació de Nickel-Strunz, la gerhardtita pertany a «05.N - Nitrats amb OH» juntament amb la rouaïta.

## Formació i jaciments
És un nitrat de coure secundari poc freqüent, que es troba a la zona d'oxidació dels dipòsits de coure. Sol trobar-se associada a altres minerals com: cuprita, malaquita, atacamita, miersita, brochantita, pseudomalaquita, buttgenbachita, likasita, connel·lita i claringbul·lita. Va ser descoberta l'any 1885 a la mina United Verde, a Jerome, districte de Verde, (Arizona, Estats Units).